# Lesmes Reventós
Fra Lesmes Reventós (Vilafranca del Penedès, ? - 1738) fou monjo i prior major de Montserrat, on feu també d'arxiver. Publicà «Breve Historia de la Montaña de Ntra Sra. de Monserrat» i va deixar manuscrites la «Historia de los antiguos priores y abades, y hombres ilustres de Monserrate», de la qual parla Serra i Postius en la seva obra «Finezas» i un altre manuscrit titulat dels «Bienhechores del monasterio».